# Cerkiew Obrazu Chrystusa Zbawiciela Nie Ludzką Ręką Uczynionego w Soczi
Cerkiew Obrazu Chrystusa Zbawiciela Nie Ludzką Ręką Uczynionego – prawosławna cerkiew w Soczi, wzniesiona w sąsiedztwie kompleksu olimpijskiego w Soczi przed Zimowymi Igrzyskami Olimpijskimi 2014.
Budowa świątyni rozpoczęła się 29 sierpnia 2012. Pierwszy kamień położył metropolita jekaterinodarski Izydor, kamień ten pochodził z odnalezionych w okolicy fundamentów świątyni chrześcijańskiej z IX–X w.. Gotową cerkiew wyświęcono 3 stycznia 2014. Obiekt usytuowany jest przy wejściu do kompleksu olimpijskiego, całość otacza park. W Boże Narodzenie, 6 stycznia 2014, w nabożeństwie w cerkwi uczestniczył prezydent Rosji Władimir Putin.
Autorem projektu cerkwi jest Fiodor Afuksienidi. Łączna wysokość budynku to 43 metry. W galeriach usytuowanych pod świątynią znajdzie się stała wystawa poświęcona historii chrześcijaństwa na północnym Kaukazie. Freski we wnętrzu cerkwi naśladują twórczość Wiktora Wasniecowa.
Wielkie poświęcenie budynku miało miejsce 2 lutego 2014.